# Plavecký Mikuláš
Plavecký Mikuláš es un municipio del distrito de Malacky en la región de Bratislava, Eslovaquia, con una población estimada a final del año 2024 de 740 habitantes.
Se encuentra ubicado al norte de la región, en el valle del río Morava y cerca de la frontera con las regiones de región de Trnava y con Austria.

## Demografía
| Año        | 1994 | 2004    | 2014    | 2024    |
| ---------- | ---- | ------- | ------- | ------- |
| Población  | 731  | 719     | 717     | 740     |
| Diferencia |      | −1,64 % | −0,27 % | +3,20 % |

| Año        | 2023 | 2024    |
| ---------- | ---- | ------- |
| Población  | 729  | 740     |
| Diferencia |      | +1,50 % |